# Clement Spapen
Clementius Herman Maria Spapen, detto Clement (Anversa, 22 novembre 1906 – ...), è stato un lottatore belga, specializzato nella lotta libera. Vinse la medaglia d'argento nella lotta libera ai Giochi olimpici estivi di Amsterdam 1928 nella categoria pesi gallo.